# Landkreis Nordhausen
Landkreis Nordhausen är ett distrikt (Landkreis) i norra delen av det tyska förbundslandet Thüringen.

## Administrativ indelning
I förvaltningsrättslig mening finns i modern tid ingen skillnad mellan begreppet Stadt (stad) gentemot Gemeinde (kommun). Följande kommuner och städer ligger i Landkreis Nordhausen: 

### Städer
| - Ellrich | - Nordhausen |  |  |

### Kommuner
| - Harztor | - Hohenstein | - Sollstedt | - Werther |

### Förvaltningsgemenskaper

#### Heringen/Helme
| - Görsbach | - Heringen/Helme (stad) | - Urbach |  |

#### Bleicherode
| - Bleicherode (stad) - Großlohra | - Kehmstedt - Kleinfurra | - Lipprechterode | - Niedergebra |